# Melanargia semi-cataleuca
Melanargia semi-cataleuca är en fjärilsart som beskrevs av Varin 1955. Melanargia semi-cataleuca ingår i släktet Melanargia och familjen praktfjärilar. Inga underarter finns listade i Catalogue of Life.